# Anagyrus amnicus
Anagyrus amnicus är en stekelart som beskrevs av Prinsloo 1985. Anagyrus amnicus ingår i släktet Anagyrus och familjen sköldlussteklar.
Artens utbredningsområde är Namibia. Inga underarter finns listade i Catalogue of Life.